# Kilian Zoll
Kilian Zoll   (20 de setembre de 1818 - Eldsberga socken, 9 de novembre de 1860) va ser un pintor, artista gràfic i il·lustrador suec a l'estil de l'Escola de pintura de Düsseldorf. Va crear escenes de gènere, paisatges, retaules i retrats.

## Biografia
Zoll va néixer a la parròquia d'Hyllie a Malmöhus, Escània, Suècia. Era fill de Nils Fredrik Zoll i Catarina Christina Knutsson. El seu pare era tinent de l'exèrcit suec. Inicialment va assistir a Malmö Læromsskola a Malmö, però va interrompre el seu curs per estudiar art a Estocolm. De 1836 a 1849, va estudiar a la Reial Acadèmia Sueca de Belles Arts amb Fredric Westin, Per Krafft i Carl Johan Fahlcrantz, però va trobar necessari suspendre la seva obra allà en diverses ocasions per poder pintar i vendre retrats per donar suport a la seva educació.
Mentre estava a l'Acadèmia, es va centrar en la pintura d'història però, poc després, va mostrar una preferència per les escenes de la vida popular. Per aconseguir aquest objectiu, des de la tardor de 1845 fins a la primavera de 1846 es va inscriure a la Reial Acadèmia de Belles Arts de Dinamarca de Copenhaguen, on va estudiar amb Christoffer Wilhelm Eckersberg i es va inspirar en les conferències de Niels Laurits Høyen.
Després va visitar Escània, Halland, Småland i Dalarna. El 1842, una visita a Botorp a la parròquia de Linderås a Jönköping va donar lloc a l'encàrrec d'un retaule a l'església de Linderås (Linderås kyrka). Durant la Primera Guerra de Schleswig, va acompanyar el Regiment de Kronoberg a Dinamarca, però es va aturar a Copenhaguen quan Suècia va decidir no entrar a la guerra; pintant-hi retrats durant diversos mesos.
De 1852 a 1855, va viure a Düsseldorf on va treballar amb el pintor d'història, Theodor Hildebrandt, i el pintor noruec, Adolph Tidemand. Després va viatjar diverses vegades entre Suècia i Düsseldorf. El 1856 Zoll va intentar obtenir una beca de viatge de l'Acadèmia, però va ser rebutjat perquè era més gran del que permetien les normes. Es va casar el 1857. Mentre viatjava una vegada més per Halland de camí a Düsseldorf, va caure malalt i va morir el 1860.

## Vida personal
El 1858 es va casar amb Henriette Gustava Horn af Rantzien, que pertanyia a una antiga família noble. Havia planejat tornar a Düsseldorf, però es va emmalaltir i va morir mentre viatjava a Halland. Moltes de les seves obres encarregades van quedar inacabades en el moment de la seva mort. Els va completar el seu amic, Bengt Nordenberg (1822–1902).
Les seves obres es poden veure al Göteborgs konstmuseum, Nationalmuseum al Nordiska museet i Kulturen a Lund.

## Pintures seleccionades

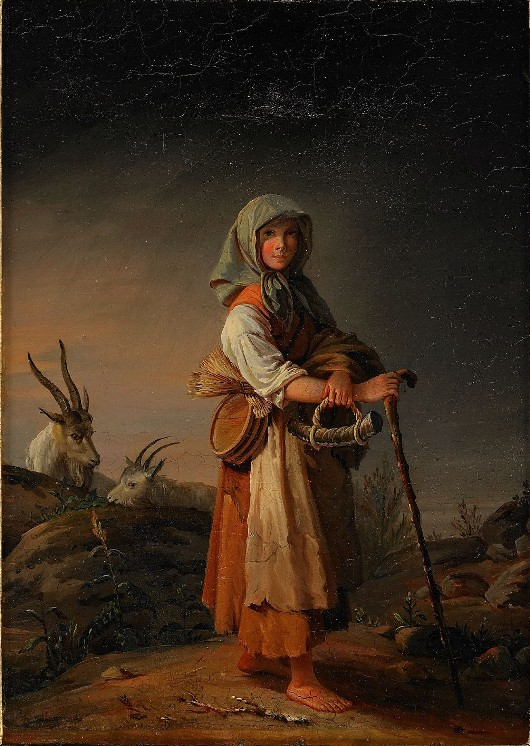
Nena camperola (1850)
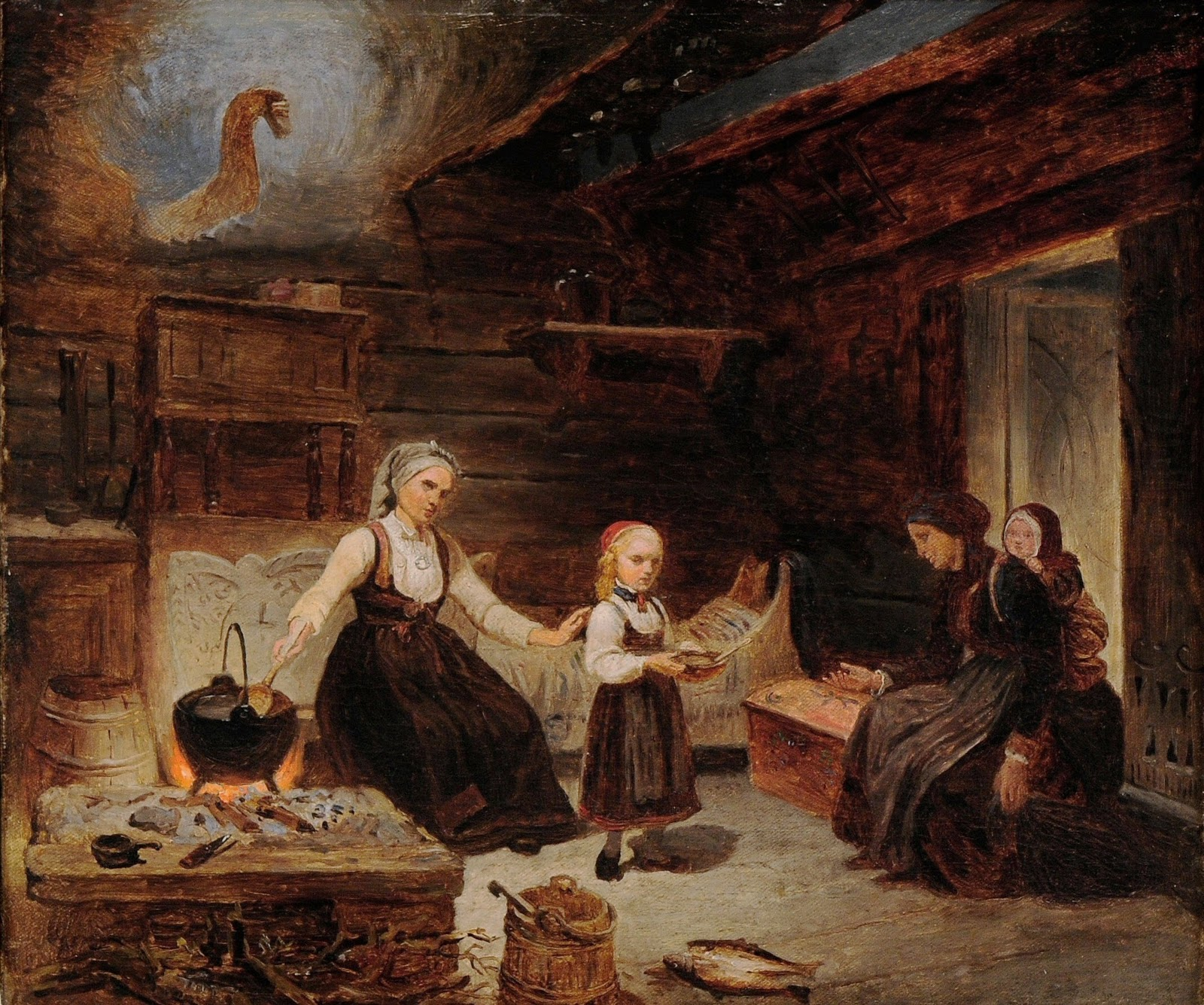
Interior amb dones i nens (c. 1860)
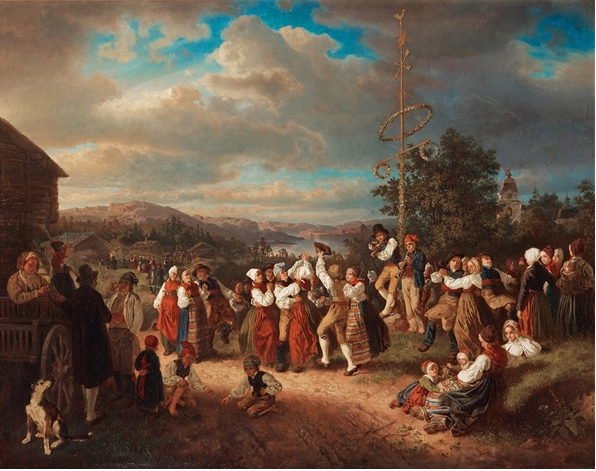
Dansa d'estiu a Rättvik (1852)
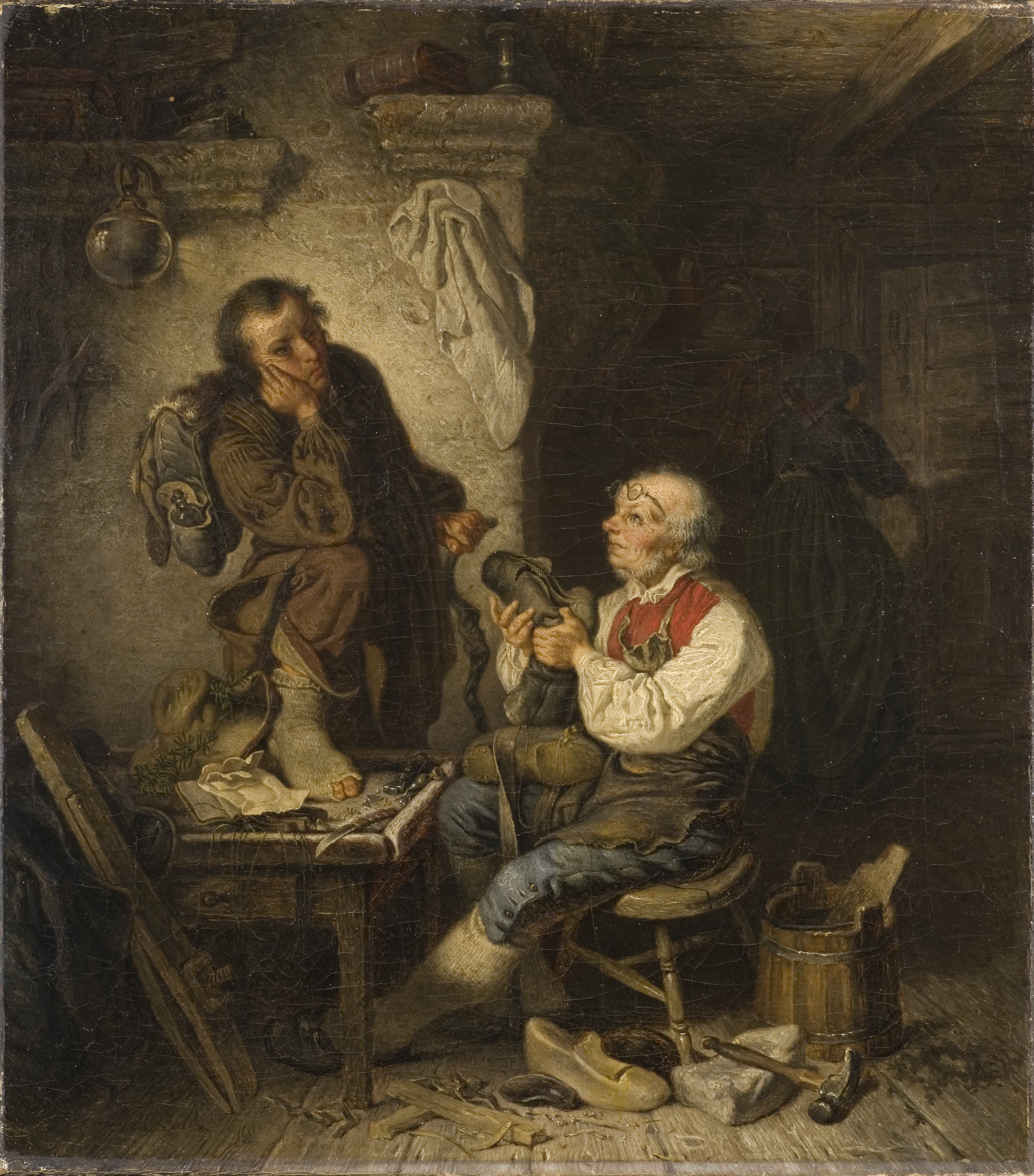
''Un viatger